# Жоффруа VI Анжуйский
Жоффруа VI (фр. Geoffroy VI; 1 июня 1134, Руан — 27 июля 1158, Нант) — граф Анжуйский, Мэнский и Нантский (c 1156 года), второй сын Жоффруа V Плантагенета и императрицы Матильды, младший брат короля Англии Генриха II.

## Биография
Жоффруа родился 1 июня 1134 года в Руане. В это время там же находился и его дед, король Англии Генрих I Боклерк, прибывший в Нормандию для урегулирования конфликтов с дочерью и её супругом. Он оставался со своими новорождёнными внуками, старшим Генрихом и младшим Жоффруа, до самой своей смерти, последовавшей в конце 1135 года. После кончины короля престол Англии должен был перейти к императрице Матильде, однако английские и нормандские бароны избрали новым монархом Стефана Блуаского.
Матильда с сыновьями вернулась к своему супругу в Анжу, однако не отказалась от претензий на корону и с 1136 года развернула вооружённую борьбу со Стефаном. К 1144 году войска Жоффруа V и Матильды завоевали всю Нормандию, хотя в гражданской войне в Англии их сторонники терпели поражения. Незадолго до своей смерти в 1151 году Жоффруа V передал своему старшему сыну Генриху власть над Нормандией и Анжу и установил, что в случае, если Генрих сможет добиться английской короны, второй сын Жоффруа VI должен получить в качестве апанажа Анжуйское графство и Мэн. Одновременно он даровал Жоффруа VI замки Шинон, Лудён и Миребо, расположенные на крайнем юго-востоке владений Анжуйского дома.
По легенде, в 1152 году Жоффруа пытался похитить Алиенору Аквитанскую, которая недавно развелась со своим первым супругом французским королём Людовиком VII и возвращалась в Пуатье. Алиенора была правительницей Аквитанского герцогства, простиравшегося от Анжу до Пиренеев, и брак с ней сулил огромные богатства и могущество. Герцогиня, однако, в качестве своего нового мужа выбрала не Жоффруа VI, а его старшего брата Генриха. Их свадьба состоялась 18 мая 1152 года. В 1154 году, после смерти Стефана Блуаского, Генрих стал королём Англии. Однако в нарушение воли своего отца он отказался уступить своему брату Анжуйское графство. В ответ Жоффруа укрепил свои замки и начал разорять соседние земли. Генрих собрал армию, осадил Шинон и принудил брата капитулировать.
Спустя некоторое время, в 1156 году Генрих II всё же согласился признать Жоффруа VI графом Анжуйским и Мэнским. Фактическое управление графствами, однако, осталось в руках Генриха. В том же 1156 году в Нанте вспыхнуло восстание против графа Хоэля III. В Бретани в это время шла борьба за власть между несколькими претендентами. Воспользовавшись этим, Жоффруа VI вторгся в Нантское графство и при поддержке местного населения был провозглашён графом Нанта. Но его правление продолжалось недолго: спустя два года, 27 июля 1158 года Жоффруа VI скончался в возрасте двадцати четырёх лет. Он не был женат и детей не имел. После его смерти Анжу и Мэн вернулись в состав владений Генриха II, а Нант был отвоёван бретонским графом Конаном IV.